# Кінна статуя Чингісхана (Цонжін-Болдог)
Кінна статуя Чингісхана (монг. Чингіз хаани морьт хөшөө) в Цонжін-Болдозі — найбільший з пам'ятників Чингісхану в  Монголії і найбільша кінна статуя у світі.

## Опис
Кінна статуя розташована за 54 км на південний схід від центра Улан-Батора в місцевості Цонжін-Болдог, яка адміністративно входить до складу Улан-Баторського міського адміністративного району Налайха, неподалік від меді з аймаком Туве та неподалік від берега річки Туул, в місці, де, згідно з усними переказами, Чингіз знайшов золотий батіг. Автор проекту статуї — скульптор Д. Ерденебілег, за участю архітектора Ж. Енхжаргала. Офіційне відкриття монументу відбулося 26 вересня 2008 року.
Висота статуї — 40 м без урахування десятиметрового постаменту. Статую покрито нержавіючою сталлю вагою 250 тонн і оточено 36 колонами, що символізують  ханів Монгольської імперії від Чингіза до Лігден-хана. У двоповерховому постаменті розміщуються художня галерея, музей епохи хунну, більярдна, ресторани, сувенірна крамниця і конференц-зал. На голові коня розташований оглядовий майданчик.

## Тематичний парк
Простір навколо статуї передбачається зайняти двомастами туристичними юртами, розташованими у формі монгольських  родових клейм для худоби. Вони повинні скласти великий тематичний парк, розділений на шість секцій, присвячених монгольському побуту XIII століття: військову, ремісничу, шаманську, книжкову, ханську і скотарську. Також передбачається облаштувати поле для гольфу, штучне озеро, театр на відкритому повітрі. На зведення комплексу вже витрачено близько 28 млрд  ₮.

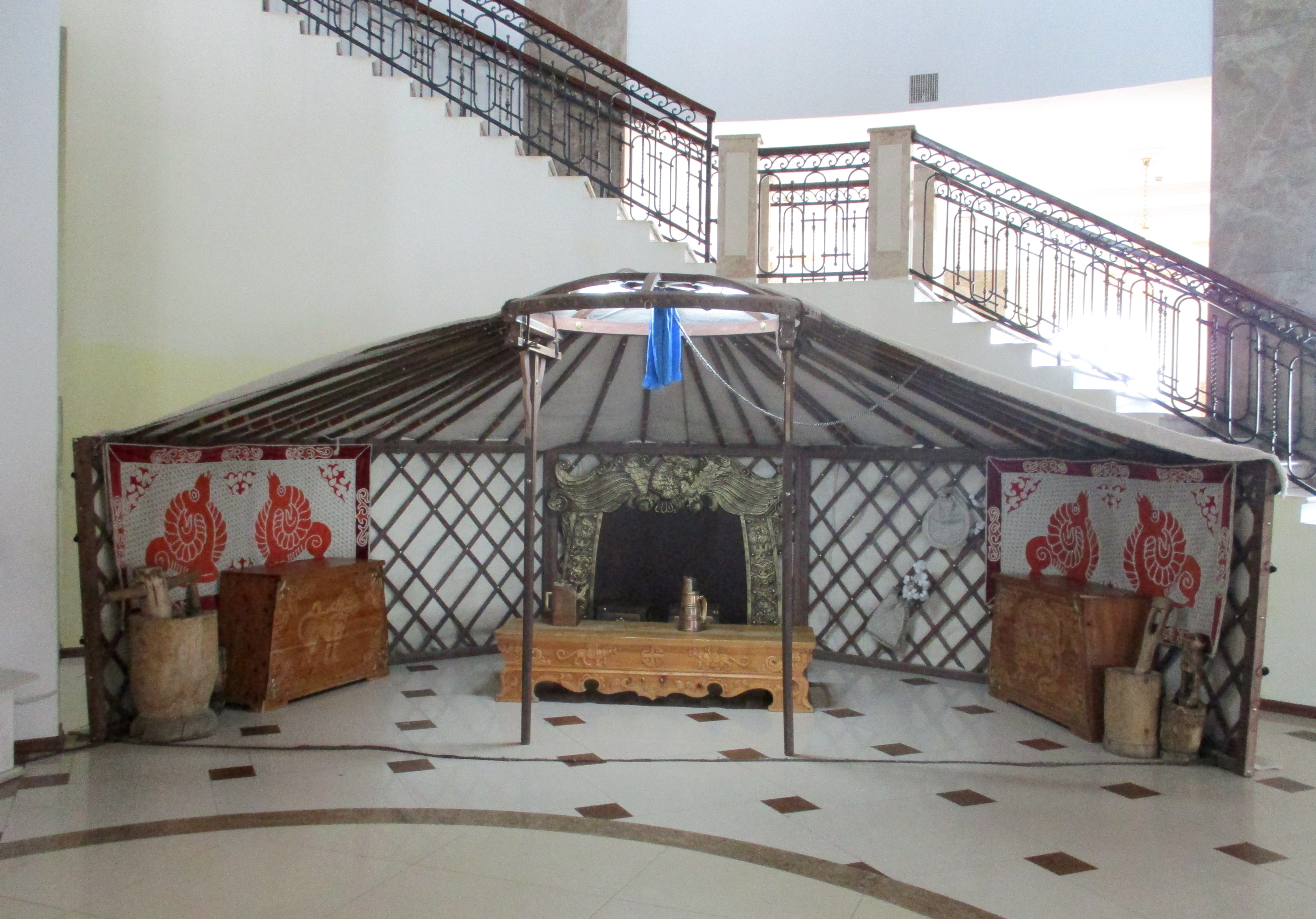
Експозиція всередині статуї
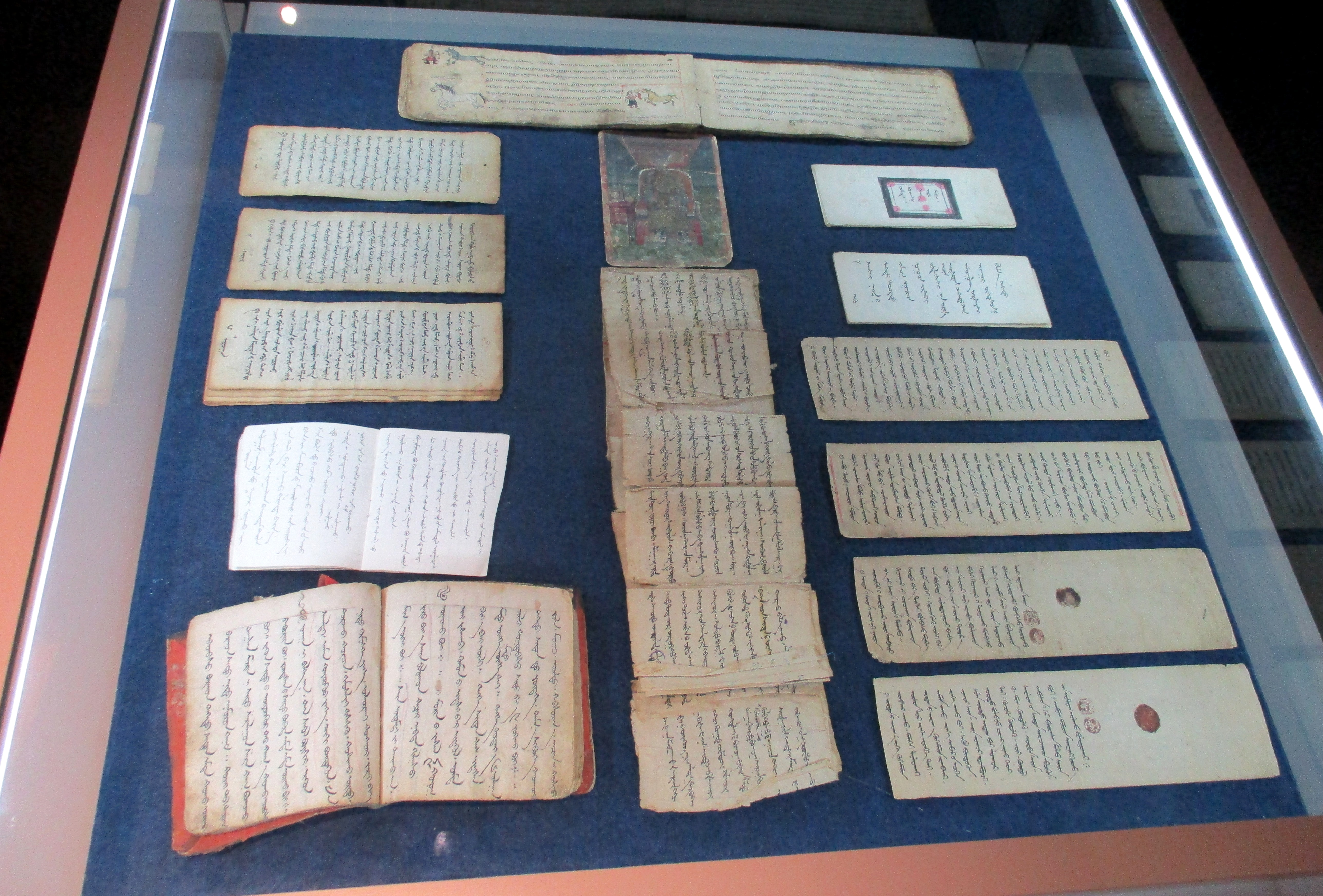
Експонати всередині статуї
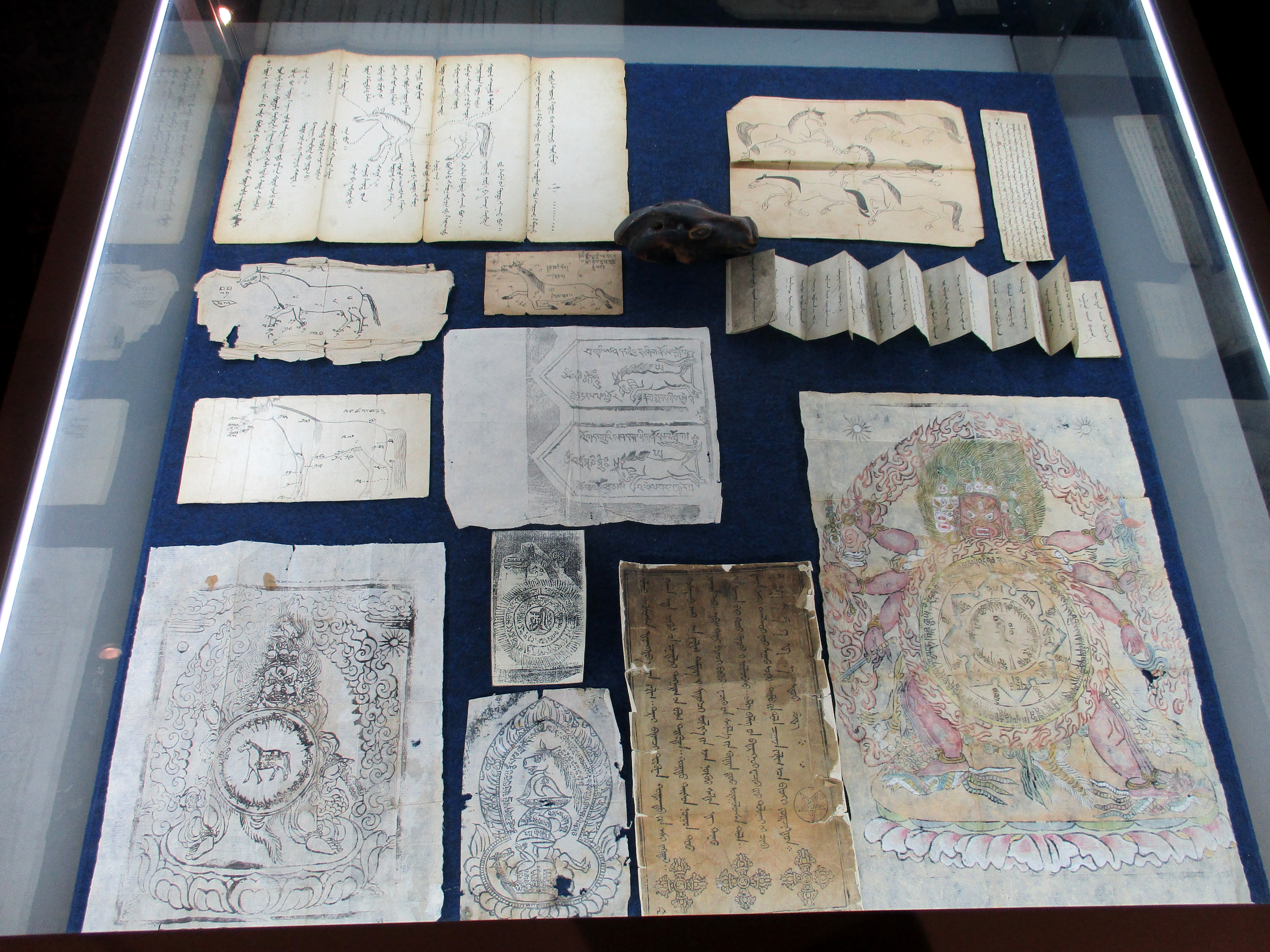
Експонати всередині статуї
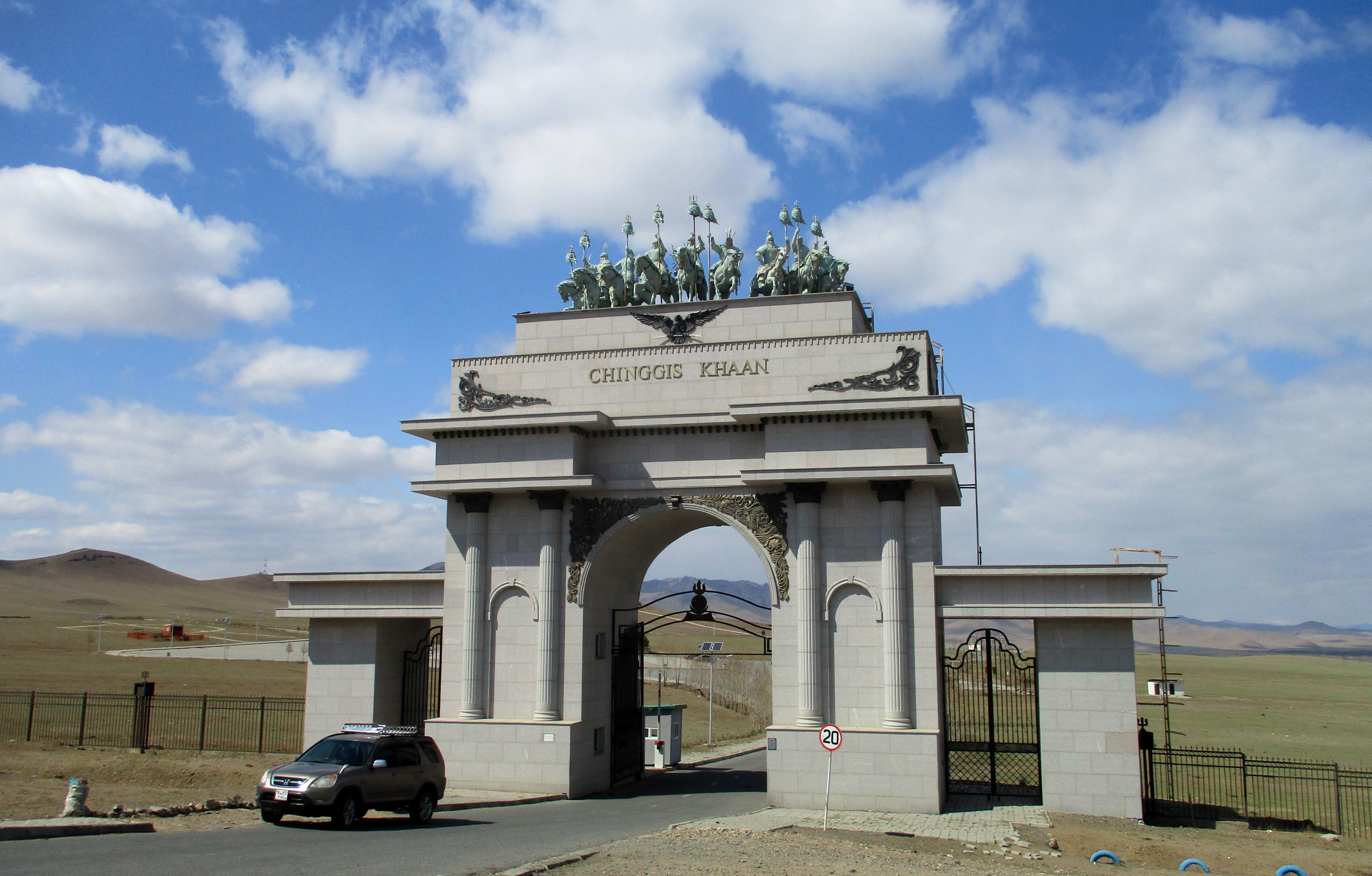
Брама при в'їзді до статуї

## Ресурси Інтернету
- Вікісховище має мультимедійні дані за темою: Кінна статуя Чингісхана (Цонжін-Болдог)